# Jacques Pennewaert
Jacques Pennewaert, né le 11 mars 1940 à Bruxelles et mort le 16 juillet 2016, est un athlète belge.

## Carrière
Il est médaillé d'argent du 400 mètres à l'Universiade d'été de 1961 et médaillé de bronze de la même épreuve à l'Universiade d'été de 1963. Il termine huitième de la finale du 800 mètres masculin aux Jeux olympiques d'été de 1964.
Au niveau national, il est sacré champion de Belgique du 200 mètres en 1963 et en 1964 et du 400 mètres en 1963, 1964 et 1968.